# Омельянович Федір
Омельянович Федір (1672 — 1731) — український військовий і громадський діяч кінця XVII — початку XVIII століття. Представник старшини Ніжинського полку, сотник Глухівської сотні.

## Біографія
Омельянович Федір народився приблизно в 1672 році і належав до української шляхти гербу «Колюмна», що засвідчує давнє шляхетське коріння роду Омельяновичів, імовірно, пов’язане з територією Глухівського староства, яке у XVII–XVIII століттях було важливим осередком козацької автономії. Саме тут, на перехресті історичних доль, формувалась культурна й адміністративна еліта, до якої належав і сотник Глухівської сотні — Федір Омельянович.

## Військова служба
Федір Омельянович розпочав свою діяльність як учасник воєнних кампаній. У 1692 році брав участь у поході проти Кизикерменської фортеці під проводом наказного гетьмана Якова Лизогуба. Відзначився під час облоги, а також у спустошенні татарських поселень. Брав участь у збройних діях проти прихильників Петрика, у походах у пониззя Дніпра, а також в обороні Тамані та Ослам. У 1692–1693 роках перебував у загоні сотника В. Ялоцького, який обороняв місто Грунь (Гадяцький полк).

## Адміністративна діяльність
У 1699–1721 роках обіймав посаду глухівського сотенного писаря. Був залучений до дипломатичних контактів — зокрема, виконував доручення гетьмана Івана Мазепи як його посланець до московського царя Петра І. Взимку 1708–1709 років, у період після переходу Мазепи на бік Карла XII, Омельянович залишився вірним гетьманській адміністрації й отримав низку привілеїв. Зокрема, у 1708–1711 роках йому були надані маєтності, млин на річці Ловрі, пасіки, ліси та угіддя — з офіційним затвердженням цих володінь царською владою та гетьманом Іваном Скоропадським.
Окрім цього Федіо Омельянович здійснив дарування церковного Анфологіону 1678 року храму в селі Хохлівці.
Брав участь у низці важливих справ як довірена особа гетьманів. Серед спеціальних доручень — розслідування конфлікту між мешканцями Комарицької волості та маєтностями Скоропадського (1717), візит до Санкт-Петербурга з дипломатичним дарунком — дичиною (1720), а також подання гетьманському уряду повідомлення про втрату межових книг із пропозицією щодо їхнього відновлення. В документах фігурує як «гетьманський довірений».

### Сотництво і останні роки
У 1729 році обраний козаками та затверджений гетьманом Данилом Апостолом на посаду глухівського сотника. Обіймав цю посаду до своєї смерті в першій половині 1731 року.